# Helicopis
Genre
Helicopis est un genre d'insectes lépidoptères de la famille des Riodinidae et de la sous-famille des Riodininae. 
Ils résident en Amérique du Sud.

## Dénomination
Le genre a été nommé par Johan Christian Fabricius en 1807.

## Liste des espèces
- Helicopis cupido (Linnaeus, 1758); présent au Guyane, en Guyana, au Surinam, au Venezuela, à Trinité-et-Tobago, en Colombie, au Pérou et au Brésil.
- Helicopis endymiaena (Hübner, [1819]); présent au Guyane, en Guyana, au Surinam,à Trinité-et-Tobago, au Pérou et au Brésil.
- Helicopis gnidus (Fabricius, 1787); présent au Surinam, en Colombie, au Pérou et au Brésil.

### Source
- funet